# Волинські князі
Волинські князі — правителі різних князівств на території Волиньської землі від кінця Х ст. до XV ст.

## Володимирське князівство

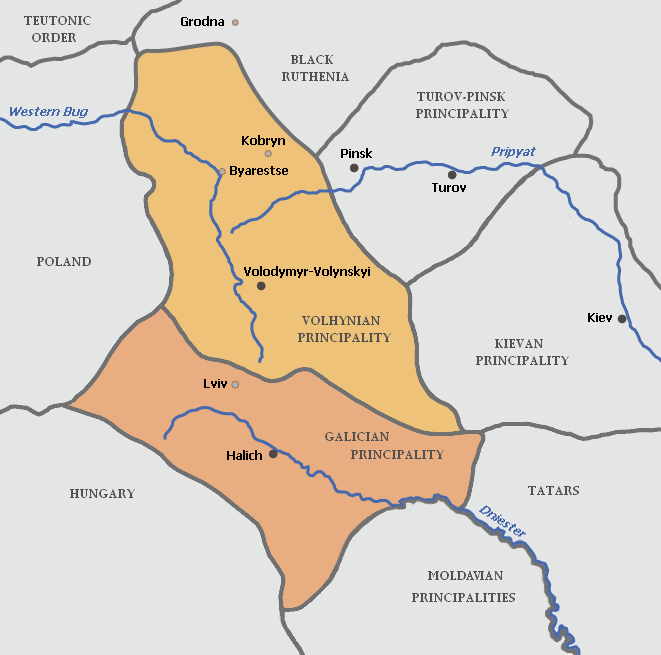
Галицько-Волинське князівство (1199)

| 987-1013  | Всеволод I (син Володимира I Великого) |
| до 1054   | Святослав I (син Ярослава I Мудрого, князь чернігівський 1054–1073, київський 1073–1076) |
| 1054-1057 | Ігор Ярославич (син Ярослава I Мудрого) |
| 1057-1064 | Ростислав Володимирович (син Володимира II Новгородського, з 1064 князь тмутороканський) |
| 1073-1076 | Олег I Гореславич (син Святослава II, князь тмутороканський 1083–1115, чернігівський 1078, 1094–1097, сіверський 1097–1115) |
| 1078-1087 | Ярополк I (син Ізяслава I Ярославича) |
| 1087-1099 | Давид Ігорович (син Ігоря Ярославича, князь тмутороканський 1081–1082, з 1085 в Дорогобужі, князь луцький 1099–1100) |
| 1099      | Мстислав I |
| 1100-1118 | Ярослав Святополкович (син Святополка II) |
| 1118-1119 | Роман I (син Володимира II Мономаха) |
| 1119–1135 | Андрій I Добрий (син Володимира II Мономаха, князь переяславський 1135–1141) |
| 1135-1141 | Ізяслав II (син Мстислава I Великого, Великий князь Київський 1146–1149,1151-1154) |
| 1141-1146 | Святослав II (син Всеволода II, князь новгородський 1140, турівський 1142, 1154–1155, буський 1146, сновський 1151–1154, стародубський 1155–1157, сіверський 1157–1164, чернігівський 1164–1177, Великий князь Київський 1173–1194) |
| 1146-1149 | Володимир I[джерело?] |
| 1149      | Святополк |
| 1149-1151 | Ізяслав II (вдруге) (син Мстислава I Великого) |
| 1151-1154 | Святополк (вдруге) |
| 1154-1157 | Володимир II (син Мстислава I Великого, князь дорогобужський 1150–1154, 1170–1171, слуцький 1162, трипільский 1162–1168, Великий князь Київський 1171)                                                                              |
| 1157-1170 | Мстислав II (син Ізяслава II, з 1146 князь переяславський, з 1155 пересопницький, з 1167 Великий князь Київський) |
| 1170-1173 | Святослав III (син? з 1170 князь берестейський) |
| 1173-1187 | Роман II Великий (син Мстислава II, з 1168 князь новгородський, з 1199 галицький, з 1204 Великий князь Київський) |
| 1187-1188 | Всеволод II (брат, з 1170 князь белзький) |
| 1188-1205 | Роман II Великий (вдруге) |
| 1205-1206 | Данило I Галицький (син, князь галицький 1205–1206, 1211–1212, 1230–1232, 1233–1235, 1238–1264, Великий князь Київський 1239–1241)                                                                                                  |
| 1206-1207 | Святослав IV (син Ігоря Чернігівського, з 1210 князь перемиський) |
| 1207-1208 | Данило I Галицький (вдруге) |
| 1208-1215 | Олександр I (син Всеволода Мстиславича, князь белзький 1195–1208, 1215–1233) |
| 1215-1238 | Данило I Галицький (втретє) |
| 1238-1269 | Василько (син Романа ІІ Великого, брат Данила І Галицького, з 1207 князь берестейський, з 1208 белзький, з 1227 в Луцьку і Пересопниці, з 1228 в Чорторийську)                                                                      |
| 1269-1288 | Володимир III (син Василька Романовича) |
| 1288-1292 | Мстислав III (син Данила І Галицького, з 1264 князь луцький, з 1288 берестецький, з 1289 волковийський) |
| 1301-1308 | Юрій I (син Лева I, з 1269 князь белзький, з 1301 галицький і володимирський) |
| 1308-1323 | Андрій II (син Юрія I) |
| 1323-1325 | Володимир IV (син Лева II) |
| 1325-1340 | Юрій II Болеслав (син Тройдена I) |
| 1340-1366 | Любарт-Дмитро (син Гедиміна, князь луцький 1323–1324, 1340–1384, любарський 1323–1340, галицький 1340–1349, 1353–1354, 1376–1377)                                                                                                   |
| 1366-1370 | Олександр II (син Коріята-Михайла Гедиміновича, з 1362 князь подільський) |
| 1370-1384 | Любарт-Дмитро (вдруге) |
| 1384-1390 | Федір (син, з 1393 князь сіверський, з 1405 жидачівський) |
| 1431      | Федір (вдруге) |
| 1434-1452 | Свидригайло (син Ольгерда, Великий князь Литовський 1430–1432, Великий князь Руський 1432–1440) |

## Луцьке князівство
| 1099      | Микола Святоша (син Давида Чернігівського) |
| 1099-1100 | Давид (син Ігоря Ярославича, князь тмутороканський 1081–1082, з 1085 в Дорогобужі, князь володимирський 1087–1099)                                             |
| 1155-1157 | Мстислав I (син Ізяслава II, князь переяславський 1146–1149, 1151–1154, пересопницький 1155–1156, володимирський 1156–1170, Великий князь Київський 1167–1170) |
| 1157-1180 | Ярослав-Іван (брат, з 1146 князь турівський, з 1148 новгородський, з 1173 Великий князь Київський)                                                             |
| 1180-1220 | Інгвар I (син Ярослава II, Великий князь Київський 1201–1202, 1212)                                                                                            |
| 1183      | Всеволод (брат Інгвара I) |
| 1220-1226 | Мстислав II Німий (брат Інгвара I, з 1180 князь пересопницький, з 1212 галицький)                                                                              |
| 1226-1227 | Іван (син Мстислава Німого) |
| 1227      | Ярослав (син Інгвара I, князь у Перемилі 1220–1223, 1228–1240, з 1223 у Шумську)                                                                               |
| 1227-1238 | Василько (син Романа ІІ Великого, з 1207 князь берестейський, з 1208 белзький, з 1227 в Пересопниці, з 1228 в Чорторийську, з 1238 князь володимирський)       |
| 1240      | Ростислав (син Михайла II Чернігівського, князь новгородський 1230–1231, галицький 1236–1238)                                                                  |
| 1264-1292 | Мстислав III (син Данила І Галицького, з 1288 князь володимирський і берестецький, з 1289 волковийський)                                                       |
| 1308-1323 | Лев II (син Юрія I, з 1308 князь галицький і володимирський)                                                                                                   |
| 1323-1324 | Любарт-Дмитро (син Гедиміна, князь любарський 1323–1340, галицький 1340–1349, 1353–1354, 1376–1377, володимирський 1340–1366, 1370–1384)                       |
| 1340-1384 | Любарт-Дмитро (вдруге) |
| 1384-1390 | Федір (син, князь володимирський 1384–1390, 1431, з 1393 сіверський, з 1405 жидачівський)                                                                      |
| 1431-1433 | Дмитро-Сангушко (брат) |

## Дорогобузьке князівство
| 1084-1086    | Давид Ігорович (син Ігоря Ярославича, князь тмутороканський 1081–1082, володимирський 1087–1099, луцький 1099–1100)                                 |
| 1100-1112    | Давид Ігорович (вдруге) |
| 1150-1152    | Володимир Андрійович (син Андрія Доброго, князь білогородський 1150, 1156–1170, пересопницький 1150–1152, берестейський 1154–1156)                  |
| 1152-1154    | Володимир Мстиславич (син Мстислава I Великого, князь володимирський 1154–1157, слуцький 1162, трипільский 1162–1168, Великий князь Київський 1171) |
| 1156-1170    | Володимир Андрійович (вдруге) |
| 1170-1171    | Володимир Мстиславич (вдруге) |
| 1171-1173    | Мстислав Володимирович (син Володимира Мстиславича)                                                                                                 |
| 1152–1154    | Всеволод Ярославич (син Ярослава Ізяславича) |
| бл.1220-1223 | Ізяслав Інгварович (син Інґвара Ярославича) |

## Белзьке князівство
| 1170-1195 | Всеволод I (син Мстислава II, князь володимирський 1187–1188) |
| 1195-1207 | Олександр Всеволодович (син, князь володимирський 1208–1215) |
| 1208-1211 | Василько (син Романа ІІ Великого, з 1207 князь берестейський, з 1227 в Луцьку і Пересопниці, з 1228 в Чорторийську, з 1238 князь володимирський) |
| 1211-1215 | Всеволод II (брат Олександра Всеволодовича, з 1207 князь червенський) |
| 1215-1233 | Олександр Всеволодович (вдруге) |
| 1233-1241 | Данило I Галицький (брат Василька, князь галицький 1205–1206, 1211–1212, 1230–1232, 1233–1235, 1238–1264, володимирський 1205–1206, 1207–1208, 1215–1238, Великий князь Київський 1239–1241)                                                               |
| 1241-1245 | Всеволод III (син Олександра Всеволодовича) |
| 1245–1269 | Лев I (син Данила I Галицького, з 1269 князь галицький, з 1271 Великий князь Київський) |
| 1269-1301 | Юрій I (син, з 1301 князь галицький і володимирський) |
| 1340-1377 | Юрій Наримунтович (син Наримунта, з князь 1340 холмський, з 1348 в Рожині) |
| 1377-1382 | Владислав Опольчик (син Болеслава II Опольського, князь опільський 1356–1401, в 1368–1372 в Люблінцю, в 1370–1392 в землі Велюньській і Ченстохові, з 1370 в Болеславцю, в 1375–1396 в Пщині, князь добжиньський і куявський 1378–1392, з 1383 в Глогувку) |
| 1383-1387 | Юрій Наримунтович (вдруге) |
| 1388-1426 | Земовит IV (син Земовита III, з 1373/1374 князь в Раві, з 1381, в результаті поділу, в Раві, Плоцьку, Сохачеві, Гостиніні, Плонську і Візні) |
| 1426-1427 | Тройден II (син, правив разом з братами) |
| 1427-1434 | Земовит V (правив разом з братами) |
| 1434-1442 | Казимир II (син Земовита IV, до 1434 співправив з братами) |
| 1442-1455 | Владислав I (брат) |
| 1455-1462 | Земовит VI (син) |
| 1462      | Владислав II (син Владислава I Плоцького, до 1462 співправив з братами) |

## Берестейське князівство
| 1086-1103 | Ярослав (син Ярополка-Петра) |
| 1170-1183 | Святослав (син Мстислава II, з 1170 князь володимирський)                                                                                   |
| 1208-1228 | Василько (син Романа ІІ Великого, з 1208 князь белзький, з 1227 в Луцьку і Пересопниці, з 1228 в Чорторийську, з 1238 князь володимирський) |

## Пересопницьке князівство
| 1147-1149 | В'ячеслав I (син Володимира II Мономаха, князь суздальський 1096–1107, смоленський 1113–1125, турівський 1125–1132, 1132–1142, 1142–1147, Великий князь Київський 1139, переяславський 1132, 1133, 1142, пересопницький 1147–1149, вишгородський 1150–1151) |
| 1150      | Мстислав I (син Юрія I Долгорукого, князь пересопницький 1150, новгородський 1156–1157) |
| 1150-1151 | Андрій I Боголюбський (брат, князь вишгородський 1149–1150, 1155–1156, пересопницько-турівський 1150–1151, володимиро-суздальський 1156–1174) |
| 1152-1154 | Володимир (син Андрія Доброго, князь білогородський 1150, Дорогобузький 1150–1152, 1156–1170, 1156–1170, берестейський 1154–1156) |
| 1155-1156 | Мстислав II (син Ізяслава II, з 1146 князь переяславський, з 1157 володимирський, з 1167 Великий князь Київський) |
| 1180-1220 | Мстислав III Німий (син Ярослава II, з 1212 князь галицький, з 1220 луцький) |
| 1225-1229 | Василько (син Романа ІІ Великого, з 1207 князь берестейський, з 1208 белзький, з 1227 в Луцьку, з 1228 в Чорторийську, з 1238 князь володимирський) |